# Schullwitzer Nixenteich
Der Schullwitzer Nixenteich ist ein Teich im Lauf des Schullwitzbaches am südwestlichen Rand von Schullwitz, einem der Dresdner Ortsteile im Schönfelder Hochland. Der 0,5 ha große Schullwitzer Nixenteich gehört mit den ihn umgebenden Grünflächen zum 1,2 ha großen Dresdner Naturdenkmal (Nr. 77) Nixenteich Schullwitz.
Der Namenszusatz des Nixenteichs dient der Unterscheidung vom 3,2 km nordöstlich gelegenen und rund zehnmal so großen Rossendorfer Teich, der ebenfalls Nixenteich genannt wird, und vom 2,3 km westlich gelegenen, 0,34 ha großen Nixenteich bei Schönfeld, der von einem Keppbach-Zulauf durchflossen wird.

## Lage und Geschichte
Obgleich der Nixenteich heute am südwestlichen Siedlungsrand von Schullwitz liegt, gehörte der Teich bis 1945 zum Rittergut Schönfeld. Nach dem Kalkteich ist er das zweite Standgewässer im Verlauf des Schullwitzbachs, bevor dieser in Schullwitz den Schullwitzer Dorfteich, den Schulteich und den Mühlteich durchfließt.
Nachdem 1905 drei Bisamratten nach Europa mitgebracht und südlich von Prag ausgesetzt worden waren, breiteten sie sich über Böhmen bis 1927 auf die Nachbarländer aus. In der zweiten Hälfte der 1920er Jahre konnten sie im Dresdner Umfeld angetroffen werden. Im Rahmen seiner Dissertation an der Technischen Hochschule Dresden ließ Johannes Ulbrich die Tiere am Schullwitzer Nixenteich sowie zwei weiteren Teichen einfangen und kennzeichnen, bevor sie zu weiteren Studien wieder ausgesetzt und unterschiedlich bejagt wurden.
Im Zuge eines Beschlusses des Kreistages Dresden vom 26. August 1982 wurde der im Volkseigentum befindliche Schullwitzer Nixenteich mit der ihn umgebenden Kleinfläche als Flächennaturdenkmal unter Schutz gestellt. Grund waren „Vorkommen und Laichplatz von Lurchen und Kriechtieren sowie Nistplatz von Wasservögeln und Rastplatz von Durchzüglern.“
Als es im August 2002 nach intensiven, tagelangen Regenfällen zum Jahrhunderthochwasser kam, war auch Schullwitz als einer der höchstgelegenen Ortsteile Dresdens davon betroffen. Am 12. August 2002 lief gegen 17 Uhr der Nixenteich über, sodass der Schullwitzbach unterhalb des Ablaufs auf etwa 20 Meter Breite anschwoll.
Unter anderem zur Verbesserung der Unterhaltung des Nixenteichs sowie zur Minderung von Überflutungen nach dem Abfluss des Teichs hat der Dresdner Stadtrat im Januar 2020 einen Hochwasserrisikomanagementplan für den Schullwitzbach beschlossen, der am Nixenteich die Schaffung einer Staulamelle vorsieht.